# Krishna Sobti
Krishna Sobti (Gujrat, Pakistán, 18 de febrero de 1925-Nueva Delhi, 25 de enero de 2019) fue una escritora y ensayista de ficción hindi, que ganó el Premio Sahitya Akademi en 1980 por su novela Zindaginama y en 1996 recibió la beca Sahitya Akademi, el máximo galardón de la Akademi. En 2017, recibió el Premio Jnanpith por su contribución a la literatura india.
Sobti es conocida por su novela Mitro Marajani de 1966, un retrato sin disculpas de la sexualidad de una mujer casada.También recibió el primer Premio Katha Chudamani, en 1999, por su Logro Literario Lifetime, además de ganar el Premio Shiromani en 1981, el Premio de la Academia Hindi en 1982, el Premio Shalaka de la Academia Hindi de Delhi y en 2008, su novela Samay Sargam fue seleccionada para Vyas Samman, instituida por la Fundación KK Birla.
Considerada la gran dama de la literatura hindi, Krishna Sobti nació en Gujrat , Punjab, ahora en Pakistán; ella también escribe bajo el nombre de Hashmat y ha publicado Hum Hashmat, una compilación de retratos a pluma de escritores y amigos. Sus otras novelas son Daar Se Bichchuri, Surajmukhi Andhere Ke, Yaaron Ke Yaar, Zindaginama. Algunos de sus cuentos conocidos son Nafisa, Sikka Badal gaya, Badalom ke ghere.  Una selección de sus obras principales se publican en Sobti Eka Sohabata.  Un número de sus obras están ahora disponibles en inglés y urdu.
En 2005, Dil-o-Danish, traducido al inglés por The Heart Has Its Reasons por Reema Anand y Meenakshi Swami de Katha Books, ganó el Premio de Crucigrama en la categoría de Traducción de Ficción del Idioma Indio. Sus publicaciones han sido traducidas a múltiples idiomas indios y extranjeros, como el sueco, el ruso y el inglés.

## Biografía
Sobti nació en la ciudad de Gujrat en la provincia de Punjab, en la India británica.  Fue educada en Delhi y Shimla. Asistió a la escuela junto con sus tres hermanos, y su familia trabajaba para el gobierno colonial británico. Inicialmente comenzó su educación superior en el Fatehchand College en Lahore, Pakistán, pero regresó a la India cuando se llevó a cabo la Partición.  Inmediatamente después de la partición, trabajó durante dos años como institutriz de Maharaja Tej Singh (b.1943), el niño Maharaja de Sirohi en Rajasthan, India. En su vejez, cuando tenía más de 70 años, se casó con el escritor Dogri Shivnath, quien, por una notable coincidencia, había nacido el mismo día del mismo año que ella.  La pareja se instaló en un apartamento de Mayur Vihar, cerca de Patparganj, en el este de Delhi. Shivnath murió unos años más tarde, y Krishna continuó viviendo sola en el mismo apartamento. Falleció el 25 de enero de 2019, en Delhi, después de haber estado mal durante un período de dos meses.

## Escritura
El uso por parte de Sobti del idioma punjabi y el urdu mientras escribía en hindi se ha ampliado con el tiempo para incluir también el rajasthani. La mezcla de las culturas urdu, punjabi e hindi influyó en el lenguaje utilizado en sus obras. Ella era conocida por usar nuevos estilos de escritura. Los personajes de sus historias eran "atrevidos" y listos para aceptar desafíos. Su capacidad para adaptar el dialecto y el lenguaje específicamente a la región sobre la que está escribiendo ha sido elogiada por los críticos por otorgar autenticidad a sus personajes. También se ha citado como una razón para la dificultad de traducir sus obras a otros idiomas.  Aunque las obras de Sobti tratan de cerca los temas de identidad femenina y sexualidad, ella se ha resistido a ser etiquetada como "escritora" y ha hablado de la importancia de ocupar los puntos de vista tanto masculino como femenino como escritora.
Su estilo de escritura y lenguaje, así como su elección de temas, ha inducido atraído algunas críticas. Se ha dicho que usa demasiadas blasfemias en sus escritos, a menudo de forma gratuita, y que su estilo de escritura es "antiterario". También ha sido acusada de estar obsesionada con el sexo. La característica redentora es que las descripciones de sexo en sus obras son siempre desde la perspectiva de un personaje de mujer, y ninguna obra de ficción jamás producida por ella ha fallado al menos en un personaje de mujer intensamente sexualizado. Una selección de sus obras principales se publican en Sobti Eka Sohabata. Sus publicaciones han sido traducidas a múltiples idiomas indios y extranjeros, como el sueco, el ruso y el inglés.

### Ficción

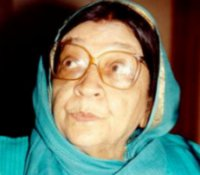
Krishna Sobti

Sobti inicialmente se estableció como escritora de cuentos, con sus historias Lama (sobre un sacerdote budista tibetano) y Nafisa, que se publicó en 1944. En el mismo año, también publicó su famosa historia sobre la Partición de la India, llamada Sikka Badal Gaya, que envió a Sachchidananda Vatsyayan, una escritora y editora de la revista Prateek, quien la aceptó para su publicación sin ningún cambio.  Sobti ha citado este incidente como una confirmación de su elección de escribir profesionalmente.

#### Zindaginama y litigio contra Amrita Pritam
Sobti presentó el manuscrito de su primera novela, titulada Channa, a Leader Press en Allahabad en 1952. El manuscrito fue aceptado e impreso. Sin embargo, Sobti encontró al recibir las pruebas que la Prensa había hecho alteraciones textuales y, en consecuencia, les envió un telegrama pidiéndoles que dejaran de imprimir el libro. Sobti ha dicho que las alteraciones incluyeron cambios lingüísticos que alteraron su uso de las palabras en punjabi y urdu en palabras sánscritas.
Retiró el libro de la publicación y pagó para que se destruyeran las copias impresas.  Posteriormente fue persuadida por Sheela Sandhu, editora de Rajkamal Prakashan, para que revisara el manuscrito, y fue publicada por Rajkamal Prakashan como Zindaginama: Zinda Rukh en 1979 después de una extensa reescritura. Sobti ganó el Premio Sahitya Akademi por Zindaginama en 1980.  Zindaginama: Zinda Rukh es nominalmente un relato de la vida rural en una aldea en Punjab, a principios de 1900, pero aborda las preocupaciones políticas y sociales de la época. Ha sido descrito por la escritora y crítica Trisha Gupta como una "parte aclamada universalmente del canon literario hindi". Nand Kishore Naval, un crítico, se ha referido a él como "el tratamiento más comprensivo, simpático y sensible de los campesinos" en la literatura hindi desde Munshi Premchand.
Poco después de que saliera a luz Zindaginama, la poeta, novelista y ensayista Amrita Pritam publicó un libro titulado Hardatt Ka Zindaginama. Sobti presentó una demanda en 1984 por daños y perjuicios contra Pritam, alegando que Pritam había violado sus derechos de autor por haber usado un título similar. La demanda fue litigada por 26 años y finalmente se decidió a favor de Pritam, seis años después de la muerte de Pritam, en 2011.  Parte de la demora fue causada por la desaparición, en el tribunal, de una caja que contenía manuscritos originales de las dos novelas de Pritam y Sobti. Desde entonces, Sobti expresó su decepción por el resultado de la demanda, señalando que su plan original de escribir Zindaginama como parte de una trilogía fue interrumpido por el litigio. 

#### Otros trabajos
Sobti publicó varias otras novelas aclamadas. Dar Se Bichhadi (Separado de la puerta de la casa), publicado en 1958, se estableció en la India previa a la partición y se refería a un niño nacido de un matrimonio que cruzaba las fronteras religiosas y sociales.  Esto fue seguido por Mitro Marjani (¡Al infierno contigo, Mitro!), En 1966, una novela ambientada en el Punjab rural que trataba de la exploración y afirmación de la sexualidad de una joven casada. Mitro Marjani fue traducido al inglés por Gita Rajan y Raji Narasimha como To Hell with You, Mitro e impulsó a Sobti a la fama. El erudito y crítico Nikhil Govind ha dicho que Mitro Marjani "permitió que la novela hindi saliera de la camisa de fuerza del realismo social, o las nociones más estereotipadas de 'ficción de mujeres'. Su siguiente novela, Surajmukhi Andhere Ke (Girasoles de la oscuridad) se publicó en 1972 y trató sobre la lucha de una mujer para aceptar el abuso infantil, y fue precedida por dos novelas en 1968, Yaaron Ke Yaar (Amigos de los amigos) y Tin Pahar. Ai Ladki, ( Hey Girl ), una novela más reciente, narra la relación entre una anciana en su lecho de muerte y su hija, que actúa como su compañera y enfermera.  Sobti también ha escrito una novela que es una autobiografía ficticia, titulada Gujrat Pakistan Se Gujarat Hindustan Taq (De Gujrat, Pakistán, a Gujarat, India). Su novela más reciente es Dil-o-Danish (Heart and Mind).

### No ficción

#### Obras publicadas bajo su seudónimo, 'Hashmat'
A partir de la década de 1960, publicó una serie de perfiles cortos y columnas bajo el seudónimo masculino, 'Hashmat'.  Estos fueron compilados y publicados como Ham Hashmat en 1977, e incluían perfiles de Bhisham Sahni, Nirmal Verma y Namwar Singh.  Ella ha dicho, con respecto a su seudónimo, que "ambos tenemos identidades diferentes. Yo protejo, y él lo revela; Soy antiguo, él es nuevo y fresco; operamos desde direcciones opuestas". Sus columnas, escritas como Hashmat, han ganado elogios de autores y críticos, incluido el escritor Ashok Vajpeyi, quien dijo de ellos que "Nadie ha escrito de manera tan entrañable de escritores". así como de Sukrita Paul Kumar, quien ha sugerido que el uso de un seudónimo masculino permitió a Sobti escribir sin inhibiciones sobre sus compañeros.

## Obras

### Traducciones
- A infierno contigo Mitro! (Mitro Marjani)[19]
- La hija de la memoria (Daar Se Bichchudi)[1]
- Escucha Chica (Ai Ladki)[1]
- Zindaginamah -Zinda Rukh (Urdu)[1]
- El Corazón Tiene Sus Razones (Dil-O-daneses)[7]

### Novelas
- Zindaginama[2]
- Mitro Marjani[1]
- Daar Se Bichchudi[1]
- Surajmukhi Andhere Ke[2]
- Yaaron Ke Yaar[21]
- Samay Sargam[2]
- Ai Ladaki[1]
- Zindaginama[1]
- Dil-o-Danés[1]
- Badalom ke Ghere[1]
- Gujarat Pakistán Se Gujarat Hindustan[1]
- Hum Hashmat[22]
- Jaini Meherban Singh[22]
- Buddha ka kamandal Laddakh[22]

### Cuentos
- Nafisa[2]
- Sikka Badal gaya[2]
- Badalom Ke Ghere[2]

## Honores y premios
Sobti ganó el Premio Sahitya Akademi por Zindaginama en 1980.  Sobti también fue nombrada miembro de la Sahitya Akademi, Academia Nacional de Letras de la India, en 1996. En la cita que recibió después de su cita, la Akademi elogió su obra y escribió: "Renovando a cada paso su creatividad de cinco décadas con nuevas ideas y dimensiones, Krishna Sobti ha considerado la literatura como el verdadero campo de juego de La vida, y ella ha celebrado un espejo formidable para esta vida". En 2015, ella devolvió ambos, el Premio y su Fraternidad, citando la inacción gubernamental luego de los disturbios en Dadri, las preocupaciones sobre la libertad de expresión, así como los comentarios hechos por un ministro del gobierno con respecto a los escritores hindi.
En 2010, el gobierno de la India le ofreció el Padma Bhushan, que rechazó, y declaró que "como escritor, tengo que mantener una distancia con respecto al establecimiento. Creo que hice lo correcto". Recibió el Premio Jnanpith en 2017 por su "contribución innovadora a la literatura india". El Bharatiya Jnanpith mencionó en la declaración que "el lenguaje utilizado por Sobti en sus escritos está influenciado por la mezcla de las culturas hindi, urdu y punjabi, donde sus personajes son siempre audaces y atrevidos, listos para aceptar todos los desafíos lanzados por la sociedad".
También recibió el Premio Shiromani (1981), Maithli Sharan Gupt Samman y otros premios.

## Otras lecturas
- Mujeres indias novelistas , editadas por RK Dhawan.  Nueva Delhi, Prestige Books, 1995, (18 Volms.  ) ISBN 81-85218-40-4    .  (Vol. XVII, 10-12) Vedams eBooks

## Trabajos en línea
- El dedo en movimiento - historia
- Ai Ladki - Historia
- Krishna Sobti trabaja en hindi , en la Biblioteca del Congreso
- Teléfono Baj Raha Hai - Memoria ( Hindi )
- Krishna Sobti: reflexionando sobre el proceso creativo